# رود یایوا
رود یایوا (انگلیسی: Yayva) یک رودخانه در سرزمین پرم کشور روسیه است.